# Scomberomorus maculatus
Scomberomorus maculatus és una espècie de peix de la família dels escòmbrids i de l'ordre dels perciformes.

## Morfologia
Els mascles poden assolir els 91 cm de longitud total i els 5.890 g de pes.

## Distribució geogràfica
Es troba a l'Atlàntic occidental: des del Canadà fins a les costes del Golf de Mèxic, incloent-hi Florida (Estats Units) i Yucatán (Mèxic).